# Mansikka (ö i Finland)
Mansikka är en ö i Finland. Den ligger i sjön Lestijärvi och i kommunen Lestijärvi i den ekonomiska regionen  Kaustby ekonomiska region  och landskapet Mellersta Österbotten, i den centrala delen av landet, 400 km norr om huvudstaden Helsingfors. Öns area är 6,5 hektar och dess största längd är 440 meter i sydöst-nordvästlig riktning.